# Alex Partridge
Alex Partridge, född den 25 januari 1981 i San Francisco, Kalifornien, är en brittisk roddare.
Han tog OS-brons i åtta med styrman i samband med de olympiska roddtävlingarna 2012 i London.